# Trachea bipectinata
Trachea bipectinata là một loài bướm đêm trong họ Noctuidae.